# Tribunal Constitucional del Perú
El Tribunal Constitucional (TC) de Perú es el órgano supremo de interpretación y control de constitucionalidad que fue establecido en la Constitución del Perú de 1993 creada durante el gobierno de Alberto Fujimori. Los miembros del tribunal son nominados por el Congreso de Perú, cuyas nominaciones son motivo de controversia por su falta de transparencia y por los favores políticos que los nominados buscaban proporcionar a los legisladores. Según los medios de comunicación, desde mayo de 2022, el Tribunal Constitucional se ha utilizado para dar fuerza institucional a los fujimoristas en el Congreso.
Tiene su sede oficial e histórica en la ciudad de Arequipa y sesiona también en su sede operativa ubicada en la ciudad de Lima. Se encuentra sometido solo a la Constitución y a su Ley Orgánica (Ley n.º 28301).

## Historia

### Tribunal de Garantías Constitucionales
El Tribunal de Garantías Constitucionales (TGC) fue creado en la Asamblea Constituyente de 1978-1979, a propuesta del aprista Javier Valle-Riestra, quien se basó en el Tribunal Constitucional de España para el diseño de la Corte peruana.

Este Tribunal fue concebido por los constituyentes como una entidad diferente al Poder Judicial por considerar que la producción negativa de normas (Kelsen), el reconocer que un poder del Estado, ayuntamiento o región ha usurpado el poder constituyente al legislar contra la Constitución es una tarea en la que el juez profesional - el Poder Judicial es el único órgano del Estado a cargo de profesionales porque no existe el oficio de ser parlamentario o ser Jefe de Estado - asume una difícil función superior a su formación: enfrentarse a los poderes, con los riesgos políticos que comporta
Javier Valle Riestra, en El Tribunal de Garantías Constitucionales: mi dictamen en minoría (1981)

En mayo de 1982, el Gobierno de Fernando Belaúnde Terry promulgó la Ley Orgánica del Tribunal de Garantías Constitucionales (23385). El TGC se instaló el 19 de noviembre de 1982, con sus 9 magistrados, en la ciudad de Arequipa.
El 8 de abril de 1992, el gobierno de emergencia y reconstrucción nacional, es decir, el de Alberto Fujimori, cesó a los nueve magistrados del TGC mediante el Decreto Ley 25422.

### Tribunal Constitucional
El Congreso Constituyente Democrático reestructuró el Tribunal de Garantías Constitucionales y creó el Tribunal Constitucional, que sería conformado por siete miembros elegidos por el Congreso de la República. Si bien Arequipa se mantuvo como sede histórica, el portal El Búho afirmó que, por una estrategia centralista, su centro de operaciones se trasladó a Lima.
Los primeros magistrados del Tribunal Constitucional fueron elegidos en 1996 tras largas negociaciones entre los partidos políticos que conformaban el Congreso. Se eligió a Ricardo Nugent López Chávez, Francisco Acosta Sánchez, Manuel Aguirre Roca, Luis Guillermo Díaz Valverde, José García Marcelo, Delia Revoredo Marsano de Mur y Guillermo Rey Terry.
En 1998, se promulgó la Ley 26435, que establece un cuórum de cuatro magistrados para resolver asuntos administrativos, lo que va en contra del funcionamiento regular y completo del ente encargado del control constitucional.

## Función
El Tribunal Constitucional es el órgano de la interpretación y control de la constitucionalidad. Desde su creación, es autónomo e independiente de los demás constitucionales. Se encuentra sometido sólo a la Constitución y a su Ley Orgánica.

### Competencia
Corresponde al Tribunal Constitucional:
1. Conocer, en instancia única, la acción de inconstitucionalidad
2. Conocer, en última y definitiva instancia, las resoluciones denegatorias de Habeas corpus, amparo, habeas data y cumplimiento
3. Conocer los conflictos de competencia o de atribuciones asignadas por la Constitución, conforme a Ley
4. Resolver las quejas por denegatoria del recurso de agravio constitucional.

El Tribunal puede dictar reglamentos para su propio funcionamiento, así como sobre el régimen de trabajo de su personal y servidores dentro del ámbito de autorizados por su Presidente, se publican en el Diario Oficial El Peruano.

#### Los procesos constitucionales
El Código Procesal Constitucional, Ley N.º 28237, regula los procesos constitucionales previstos en los artículos 200 y 202, inciso 3), de la Constitución. Se pueden distinguir siete procesos constitucionales:
1. Proceso de habeas corpus.
2. Proceso de amparo.
3. Proceso de habeas data.
4. Proceso de cumplimiento.
5. Proceso de inconstitucionalidad.
6. Proceso competencial.
7. Proceso de acción popular.

Los procesos constitucionales se clasifican en función del objeto de protección de cada uno de ellos. Existen tres clases:
- Procesos de tutela de derechos.- Tienen por objeto la tutela jurisdiccional de los derechos constitucionales. Corresponden a este tipo de procesos: el proceso de Habeas corpus, el proceso de amparo, el proceso de habeas data y el proceso de cumplimiento.
- Procesos de control normativo.- Tienen por objeto proteger jurídicamente la primacía de la Constitución respecto a las leyes o normas con rango de Ley, en el caso del proceso de inconstitucionalidad, y la primacía de la Constitución y de la ley respecto al resto de normas de rango inferior a la ley, en el caso del proceso de acción popular. En ambos procesos, es el orden jerárquico de las normas (principio de jerarquía de las normas) de nuestro sistema jurídico el que constituye el objeto de protección (sistema de fuentes prescrita por nuestra Constitución Política).
- Proceso de conflicto competencial.- Tiene por objeto la protección de las competencias que la Constitución y las leyes orgánicas atribuyen a los poderes del Estado, los órganos constitucionales y a los gobiernos regionales y locales (municipalidades). Aquí se encuentra el proceso competencial.

## Pleno
El Tribunal, en Sala Plena, resuelve y adopta acuerdos por mayoría simple de votos emitidos, salvo para resolver la inadmisibilidad de la demanda de inconstitucionalidad o para dictar sentencia que declare la inconstitucionalidad de una norma con rango de ley, casos en los que se exigen cinco votos conformes.
De no alcanzarse la mayoría calificada de cinco votos en favor de la inconstitucionalidad de la norma impugnada, el Tribunal dictará sentencia declarando infundada la demanda de inconstitucionalidad.

## Magistrados
El Tribunal está integrado por siete miembros que ostentan el título de Magistrados del Tribunal Constitucional. Son designados por el Congreso de la República mediante resolución legislativa, con el voto de dos tercios del número legal de sus miembros 

### Designación
De acuerdo con el artículo 201° de la Constitución Política los miembros del Tribunal Constitucional son elegidos por el Congreso de la República con el voto favorable de los dos tercios del número legal de sus miembros. Para el efecto, el Congreso designa una Comisión Especial integrada por un mínimo de cinco y un máximo de nueve Congresistas, respetando en lo posible la proporción de cada grupo parlamentario en el Congreso, para encargarse de recibir propuestas y seleccionar a los candidatos antes de ser propuestos al pleno.
La designación para el cargo de Magistrado del Tribunal se hace por cinco años sin posibilidad de reelección inmediata. Los Magistrados del Tribunal continúan en el ejercicio de sus funciones hasta que hayan tomado posesión quienes han de sucederles.
Para ser Magistrado del Tribunal se requiere:
- Ser peruano de nacimiento.
- Ser ciudadano en ejercicio.
- Ser mayor de cuarenta y cinco años.
- Haber sido Magistrado de la Corte Suprema o Fiscal Superior durante diez años, o haber ejercido la abogacía o la cátedra universitaria en materia jurídica durante quince años.

No pueden ser elegidos miembros del Tribunal:
- Los Magistrados del Poder Judicial o del Ministerio Público que hayan sido objeto de separación o destitución por medida disciplinaria
- Los abogados que han sido inhabilitados por sentencia judicial o por resolución del Congreso de la República
- Los que han sido condenados o que se encuentran siendo procesados por delito doloso
- Los que han sido declarados en estado de insolvencia o de quiebra
- Los que han ejercido cargos políticos o de confianza en gobiernos de facto

A pesar de que es tradicional que en el proceso de selección se busque abogados con una larga trayectoria y sin filiaciones políticas, el Tribunal Constitucional o el anterior Tribunal de Garantías Constitucionales han tenido como miembros a militantes de partidos políticos, exfuncionarios y exparlamentarios, tales son los casos de:
- Jorge Vásquez Salas, exsenador de Acción Popular y exministro de Relaciones Exteriores.
- Nicanor Silva Salgado, miembro del Partido Popular Cristiano.
- Mario Peláez Bazán, exdiputado y constituyente por el Partido Aprista Peruano.
- Luis Osores Villacorta, exdiputado.
- René Núñez del Prado Cruz, exsenador por el Partido Aprista Peruano.
- José García Marcelo, excandidato al Congreso por Cambio 90 - Nueva Mayoría.
- Javier Alva Orlandini, exparlamentario (diputado, senador y congresista) y exvicepresidente del Perú, dirigente de Acción Popular.
- César Landa, exviceministro de Justicia (Posteriormente canciller en el año 2022).
- Ernesto Álvarez Miranda, miembro del Partido Popular Cristiano.
- Óscar Urviola, exdiputado del Frente Democrático.
- Fernando Calle Hayen, exmiembro del Partido Aprista Peruano.
- Ernesto Blume, exviceministro de Justicia y miembro de Somos Perú.
- Augusto Ferrero Costa, embajador político en Italia y excandidato a la primera vicepresidencia por Solidaridad Nacional.
- Gustavo Gutiérrez Ticse, exmiembro del Frente Independiente Moralizador.
- Manuel Monteagudo, exmiembro de Acción Popular.

### Funciones
La función del Magistrado del Tribunal es a dedicación exclusiva. Le está prohibido desempeñar cualquier otro cargo público o privado y ejercer cualquier profesión u oficio, a excepción de la docencia universitaria, siempre que no afecte el normal funcionamiento del Tribunal.

#### Privilegios
Los Magistrados del Tribunal no están sujetos a mandato imperativo, ni reciben instrucciones de ninguna autoridad. Gozan de inviolabilidad. No responden por los votos u opiniones emitidas en el ejercicio de su cargo. También gozan de inmunidad. No pueden ser detenidos ni procesados sin autorización del pleno del Tribunal, salvo flagrante delito.

### Presidente
Los Magistrados del Tribunal, en pleno y mediante votación secreta, eligen, entre sus miembros, al Presidente.
Para la elección, en primera votación, se requieren no menos de cinco votos. Si no se alcanzan, se procede a una segunda votación, en la que resulta el ganador

### Composición actual
| Nombre                                 | Fecha de designación                                                       | Principales posiciones previas | Designado por            |
| -------------------------------------- | -------------------------------------------------------------------------- | --- | ------------------------ |
| Luz Pacheco Zerga (Presidenta)         | 10 de mayo de 2022 (Como presidenta, desde el 4 de septiembre de 2024)     | Vocal del Tribunal Nacional de la SUNAFIL Directora del Departamento de Derecho - Universidad de Piura                                                                     | Congreso de la República |
| Helder Domínguez Haro (Vicepresidente) | 10 de mayo de 2022 (Como vicepresidente, desde el 4 de septiembre de 2024) | Director - Centro de Investigaciones del Poder Judicial del Perú | Congreso de la República |
| Francisco Morales Saravia              | 10 de mayo de 2022                                                         | Secretario General del Tribunal Constitucional (2008-2012) Asesor Jurisdiccional del Tribunal Constitucional (2004-2014)                                                   | Congreso de la República |
| Gustavo Gutiérrez Ticse                | 10 de mayo de 2022                                                         | Asesor Principal - Comisión de Constitución y Reglamento (2015-2016) Jefe - Oficina de Defensa de las Leyes del Congreso (2013-2014)                                       | Congreso de la República |
| Manuel Monteagudo Valdez               | 10 de mayo de 2022                                                         | Gerente Jurídico - Banco Central de Reserva del Perú | Congreso de la República |
| César Ochoa Cardich                    | 10 de mayo de 2022                                                         | Profesor del Departamento Académico de Derecho - Pontificia Universidad Católica del Perú (1991-2022) Profesor de la Facultad de Derecho - Universidad de Lima (2015-2020) | Congreso de la República |
| Pedro Hernández Chávez                 | 14 de diciembre de 2023                                                    | Asesor jurisdiccional del Tribunal Constitucional (2022-2023) Catedrático de la UPAO (2019) Asesor parlamentario del Congreso de la República (2009-2020)                  | Congreso de la República |

## Controversias

### Candidaturas
Una de las mayores críticas es la elección de candidatos no idóneos. En 1991, Aguirre Roca señaló que el amiguismo político y el favoritismo en el proceso de elección de magistrados era una de las principales causas del fracaso del Tribunal de Garantías original.
Con el reformado Tribunal Constitucional, los candidatos fueron elegidos por el Congreso, que está principalmente representado por políticos oportunistas sin vínculo alguno con la realidad social peruana. Esta institución ha sido acusada de manipular las nominaciones al tribunal para lograr objetivos políticos. También se ha descubierto que los legisladores han intentado nominar a miembros del Tribunal Constitucional que sirvieran a sus intereses políticos.
Si bien hubo un proceso histórico en la destitución de los tres magistrados en 1997, quienes fueron restituidos al terminar el gobierno de Alberto Fujimori, el exprocurador José Ugaz denunció en 2017 que personas cercanas al fujimorismo intentaban tomar nuevamente el control del Tribunal Constitucional al intentar reemplazar a cuatro magistrados.
Posteriormente, Walter Albán, exdefensor del Pueblo, señaló que en la sesión legislativa de 2021-2026, el Congreso (que contó con una mayoría conservadora) se resistió a elegir a magistrados que rechazaran actos cuestionables por parte de los grupos políticos integrantes.
Durante la crisis electoral de 2021, se produjeron movilizaciones anticomunistas en el Congreso de la República para respaldar la elección de los nuevos candidatos elegidos por el ente parlamentario para el Tribunal Constitucional.
En mayo de 2022, seis de los siete miembros del tribunal, cuyo periodo de mandato de cinco años ya se había cumplido, fueron sustituidos por el Congreso en un proceso que careció de transparencia, según Human Rights Watch. Tras estos nombramientos, el Tribunal Constitucional empezó a servir a los intereses fujimoristas representados en el Congreso.
En respuesta a las nominaciones en el contexto de la crisis política peruana, quince miembros del Congreso de los Estados Unidos expresaron su preocupación por los informes que señalaban los intentos del Congreso de Perú de controlar las instituciones gubernamentales. Fernando Rospigliosi, de Fuerza Popular, había planteado reducir los votos del TC para resolver demandas competenciales, una propuesta que contó con 6 opiniones a favor de las 116 solicitudes realizadas a instituciones del Estado. Si se aprobara, el diario La República advirtió que se estaría legitimando el poder del Congreso para someter a altos y ex altos funcionarios a procesos de acusación constitucional.

### Sentencias
Según Luis Huerta, el Tribunal Constitucional enfrentó demandas sobre temas políticos, como la confianza, la disolución del Congreso y las vacancias presidenciales. Al resolver estos casos, el Tribunal consiguió debilitar el Estado de derecho, de modo que el Poder Ejecutivo tenía preeminencia, a la vez que estaba bajo el control parlamentario. El Tribunal Constitucional también se enfrentó a su condición de «máximo intérprete» de las leyes frente al Poder Judicial, ya que un expediente (021-2006-J-OCMA/PJ) declaraba al TC como la instancia final para permitir o rechazar resoluciones judiciaes.
Human Rights Watch afirmó que, en 2022, el Tribunal Constitucional «emitió varias sentencias incompatibles con las normas internacionales de derechos humanos, incluidas las relativas al matrimonio entre personas del mismo sexo, los derechos de los indígenas y la justicia por crímenes de lesa humanidad». La Sociedad Peruana de Constitucionalistas, fundada en 2024, animó a las instituciones judiciales a tomar decisiones con rigor e independencia de las sentencias del tribunal, respetando los tratados sobre los derechos humanos.
En febrero de 2022, el TC dictaminó que el asesinato de 113 prisioneros en 1986 por parte de oficiales de la Armada no constituía un crimen de lesa humanidad. En marzo de 2022, el Tribunal Constitucional dictaminó que debía restablecerse el polémico indulto presidencial de 2017 a Alberto Fujimori, encarcelado por abusos contra los derechos humanos. El indulto fue realizado por Pedro Pablo Kuczynski, con el escándalo de los Mamanivideos demostrando que había accedido a indultar a Fujimori por el favor político de evitar la destitución. La Corte Interamericana de Derechos Humanos (Corte IDH) denunció la medida del Tribunal Constitucional, afirmando que Fujimori debía permanecer en prisión. Un mes más tarde, en abril, la Corte IDH también condenó la decisión del Tribunal Constitucional de permitir que el gobierno tomara tierras indígenas sin consultarles previamente ni obtener su consentimiento.
Una sentencia dictada en febrero de 2023 por el Tribunal Constitucional de Perú, cuyos miembros son elegidos por el Congreso, eliminó la supervisión judicial del Congreso, dando esencialmente al Congreso el control absoluto del gobierno de Perú. Meses después, el TC declaró que el Congreso puede regular, además, las funciones de la Contraloría General de la República, encargada de supervisar el presupuesto del país.

## Presidentes

### Tribunal de Garantías Constitucionales
| Titular                  | Periodo     |
| ------------------------ | ----------- |
| Alberto Eguren Bresani   | 1982 - 1986 |
| Nicanor Silva Salgado    | 1986 - 1987 |
| Alfredo Corso Masías     | 1987        |
| Mario Peláez Bazán       | 1987 - 1988 |
| Jorge León Seminario     | 1988 - 1990 |
| Héctor Centurión Vallejo | 1990 - 1992 |

### Tribunal Constitucional
| Titular                     | Periodo                                           |
| --------------------------- | ------------------------------------------------- |
| Ricardo Nugent López-Chávez | 1996 - 1997                                       |
| Francisco Acosta Sánchez    | 1997-2000                                         |
| Manuel Aguirre Roca         | 2000-2002                                         |
| Guillermo Rey Terry         | 2002                                              |
| Javier Alva Orlandini       | 2002-2005                                         |
| Víctor García Toma          | 2005-2006                                         |
| César Landa Arroyo          | 2006-2008                                         |
| Carlos Mesía Ramírez        | 2008                                              |
| Juan Vergara Gotelli        | 2009-2010                                         |
| Carlos Mesía Ramírez        | 2011-2012                                         |
| Ernesto Álvarez Miranda     | 2012                                              |
| Óscar Urviola Hani          | 2013-2015                                         |
| Manuel Miranda Canales      | 2016-2017                                         |
| Ernesto Blume Fortini       | 4 de enero de 2018 - 3 de enero de 2020           |
| Marianella Ledesma Narváez  | 3 de enero de 2020 - 5 de enero de 2022           |
| Augusto Ferrero Costa       | 5 de enero de 2022 - 5 de septiembre de 2022      |
| Francisco Morales Saravia   | 5 de septiembre de 2022 - 4 de septiembre de 2024 |
| Luz Pacheco Zerga           | 4 de septiembre del 2024 -                        |

## Lista de magistrados

### Tribunal de Garantías Constitucionales
| Magistrado                       | Nombrado por    | Inicio | Final |
| -------------------------------- | --------------- | ------ | ----- |
| Jaime Vargas Vargas              | Poder Ejecutivo | 1982   | 1983  |
| Jorge Vásquez Salas              | Poder Ejecutivo | 1982   | 1983  |
| Oswaldo Rodríguez Mantilla       |                 | 1982   | 1986  |
| Nicanor Silva Salgado            |                 | 1982   | 1986  |
| Alberto Eguren Bresani           | Poder Judicial  | 1982   | 1986  |
| Alfonso Rodríguez Domínguez      |                 | 1982   | 1984  |
| Manuel Aguirre Roca              | Senado          | 1982   | 1989  |
| Mario Peláez Bazán               |                 | 1982   | 1991  |
| Alfredo Corso Masías             | Poder Judicial  | 1982   | 1990  |
| Carlos Basombrío Porras          | Poder Ejecutivo | 1983   |       |
| Luis Osores Villacorta           | Poder Ejecutivo | 1983   |       |
| Jaime Diez-Canseco Yáñez         |                 | 1985   |       |
| Héctor Díaz Valdivia             | Senado          | 1986   | 1992  |
| Héctor Centurión Vallejo         |                 | 1986   | 1992  |
| Efraín Espinal Cruzado           |                 |        | 1992  |
| Jorge León Seminario             |                 | 1986   | 1992  |
| Florencio Mixan Mass             |                 | 1990   | 1992  |
| René Nuñez del Prado Cruz        |                 |        | 1992  |
| Pelayo Alejandro Samanamud Rubin | Senado          | 1989   | 1992  |
| Luis Valenzuela Astete           | Senado          | 1986   | 1992  |

### Tribunal Constitucional
- Ricardo Nugent (1996-2002)
- Francisco Acosta Sánchez (1996-2002)
- Manuel Aguirre Roca (1996-1997, 2000-2004 †)
- Luis Guillermo Díaz Valverde (1996-2002)
- José García Marcelo (1996-2001)
- Delia Revoredo (1996-1997, 2000-2005)
- Guillermo Rey Terry (1996-1997, 2000-2004 †)
- Javier Alva Orlandini (2002-2007)
- Juan Bautista Bardelli Lartirigoyen (2002-2007)
- Víctor García Toma (2002-2007)
- Magdiel Gonzáles Ojeda (2002-2007)
- César Landa (2004-2010)
- Juan Vergara Gotelli (2004-2014)
- Carlos Mesía (2006-2014)
- Ricardo Beaumont Callirgos (2007-2013)
- Fernando Calle Hayen (2007-2014)
- Gerardo Eto Cruz (2007-2014)
- Ernesto Álvarez Miranda (2007-2014)
- Óscar Urviola (2010-2017)
- Manuel Miranda Canales (2014 - 2022)
- Ernesto Blume (2014 - 2022)
- Marianella Ledesma (2014 - 2022)
- Carlos Ramos Núñez (2014 - † 2021)
- Eloy Espinosa-Saldaña (2014 - 2022)
- José Luis Sardón (2014 - 2022)
- Augusto Ferrero Costa (2017- 2023)
- Francisco Morales Saravia (2022- )
- Gustavo Gutiérrez Ticse (2022- )
- Helder Domínguez Haro (2022- )
- Luz Pacheco (2022- )
- Manuel Monteagudo (2022- )
- César Ochoa (2022- )
- Pedro Hernández Chávez (2023- )

### Reemplazo
El Tribunal está compuesto por siete magistrados; no obstante, el Congreso de la República no siempre ha elegido a todos los integrantes del colegiado por falta de consensos. Ante ello, o ante el fallecimiento/renuncia/vacancia de uno de los magistrados, se han relevado del cargo de la siguiente manera:
| Tribunal Constitucional | | |                                                    |
| Año                     | Magistrado Saliente | Magistrado Entrante                                                                                               | Razón                                              |
| 2002                    | José García Marcelo (2001) Ricardo Nugent López-Chávez Francisco Acosta Sánchez Luis Guillermo Díaz Valverde                                        | Javier Alva Orlandini Juan Bautista Bardelli Lartirigoyen Víctor García Toma Magdiel Gonzáles Ojeda               | Renuncia de García Marcelo Vencimiento del mandato |
| 2004                    | Guillermo Rey Terry (†2004) Manuel Aguirre Roca (†2004)                                                                                             | César Landa Juan Francisco Vergara Gotelli                                                                        | Fallecimiento de Rey y Aguirre                     |
| 2006                    | Delia Revoredo (2005) | Carlos Mesía | Renuncia de Revoredo                               |
| 07/2007                 | Víctor García Toma | Ricardo Beaumont Callirgos                                                                                        | Vencimiento del mandato                            |
| 09/2007                 | Javier Alva Orlandini Magdiel Gonzales Ojeda Juan Bautista Bardelli Lartirigoyen                                                                    | Gerardo Eto Cruz Ernesto Álvarez Miranda Fernando Calle Hayen                                                     | Vencimiento del mandato                            |
| 2010                    | César Landa Arroyo | Óscar Urviola | Vencimiento del mandato                            |
| 2014                    | Ricardo Beaumont Callirgos (2013) Juan Francisco Vergara Gotelli Carlos Mesía Ramírez Fernando Calle Hayen Gerardo Eto Cruz Ernesto Álvarez Miranda | Ernesto Blume Marianella Ledesma Carlos Ramos Núñez Eloy Espinosa-Saldaña José Luis Sardón Manuel Miranda Canales | Renuncia de Beaumont Vencimiento del mandato       |
| 2017                    | Óscar Urviola | Augusto Ferrero Costa                                                                                             | Vencimiento del mandato                            |
| 2022                    | Ernesto Blume Marianella Ledesma Carlos Ramos Núñez (†2021) Eloy Espinosa-Saldaña José Luis Sardón Manuel Miranda Canales                           | Francisco Morales Saravia Gustavo Gutiérrez Ticse Helder Domínguez Haro Luz Pacheco Manuel Monteagudo César Ochoa | Fallecimiento de Ramos Vencimiento del Mandato     |
| 2023                    | Augusto Ferrero Costa | Pedro Hernández Chávez                                                                                            | Vencimiento de mandato                             |

El Congreso de la República es el encargado de elegir a los magistrados; sin embargo, se ha dado situaciones en las que más de un magistrado tenía el mandato vencido y el Congreso no había elegido a todos los jueces. Ante ello, el Pleno del Tribunal es el que decide a qué magistrado reemplazar, normalmente por antigüedad en la colegiatura. De esta manera, se han dado las siguientes sucesiones:
| Magistrado saliente | Magistrado entrante        | Razón                   |
| ------------------- | -------------------------- | ----------------------- |
| Víctor García Toma  | Ricardo Beaumont Callirgos | Colegiatura profesional |
| César Landa         | Óscar Urviola              | Colegiatura profesional |